# Награда за млада лирика „Хуберт Бурда“
Наградата за млада лирика „Хуберт Бурда“ (на немски: Hubert Burda Preis für junge Lyrik) е литературна награда, връчвана ежегодно между 1999 и 2010 г. от германския издател и историк на изкуството д-р Хуберт Бурда за млада лирика от Източна и Югоизточна Европа. Наградата се връчва като съпътстваща Литературната награда „Херман Ленц“.

## Наградени автори
- 1999 – Зоран Богнар (сръбски поет), Мая Видмар (словенска поетеса) и Урош Жупан (словенски поет)[1]
- 2000 – Олга Мартинова (живееща в Германия руска поетеса), Леван Беридсе (грузински поет) и Наталия Белченко (украинска поетеса)[1]
- 2001 – Кшищоф Кьолер (полски поет), Мариуш Гжебалски (полски поет), Маржана Келар (полска поетеса) и Якуб Екиер (полски поет)[1]
- 2002 – Петр Борковец (чешки поет) и Мирела Иванова (българска поетеса)[1]
- 2003 – Константин Виргил Бънеску (румънски поет), Катержина Рудченкова (чешка поетеса) и Ищван Вьорош (унгарски поет)[1]
- 2004 – Лубина Хайдук-Велковичова (лужишка поетеса), Мая Хадерлап (словенско-австрийска поетеса) и Лео Туор (швейцарски поет)[1]
- 2005 – Юлия Федорчук (полска поетеса), Ана Ристович (сръбска поетеса) и Игор Булатовски (руски поет)[1]
- 2006 – Серхий Жадан (украински поет) и Мария Степанова (руска поетеса)[1]
- 2007 – Никола Маджиров (македонски поет), Халина Петросаняк (украинска поетеса) и Еугениуш Ткачишин-Дицки (полски поет)[1]
- 2008 – Валжина Морт (беларуска поетеса), Делимир Решицки (хърватски поет) и Тадеуш Домбровски (полски поет)[1]
- 2009 – Лидия Димковска (македонска поетеса), Юлиян Танасе (румънски поет) и Остап Сливински (украински поет)[1]
- 2010 – Луция Ступица (словенска поетеса)[3]